# أورلاندو (فلوريدا)

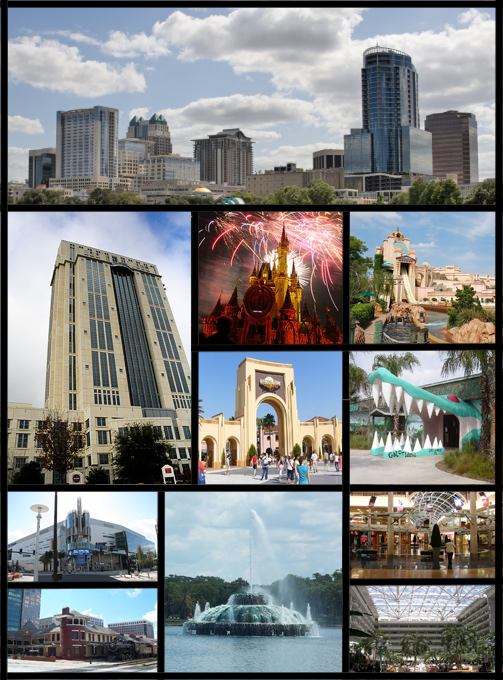
أورلاندو، تشكيلة صور.

أورلاندو (بالإنجليزية: Orlando)‏ هي مدينة تقع في مقاطعة أورانج في وسط ولاية فلوريدا الأمريكية، شمال شرق تامبا. مساحتها 67.27 ميل مربع (4.72 ميل منها تمثل المياه). تحتوي المدينة على عالم والت ديزني الذي يعتبر مقصداً سياحياً كبيراً. في عام 2004 بلغ عدد سكانها 199336 نسمة، وهي سادس أكبر مدن فلوريدا من حيث عدد السكان. محافظ المدينة هو بدي داير. أورلاندو هي مركز اقتصادي، ويوجد فيها مصانع فضاء وإلكترونيات.
بدأ الاستيطان الأمريكي في أورلاندو في حدود العام 1844. في عام 1857 أطلق عليها اسم «أورلاندو» نسبة لأورلاندو ريفز، وهو جندي قُتل في حروب سمينول. انتعش اقتصاد المدينة بعد بناء مجمع فضائي برأس كانافرال في العام 1950، بالإضافة إلى عالم والت ديزني (عام 1971).

## الطرق

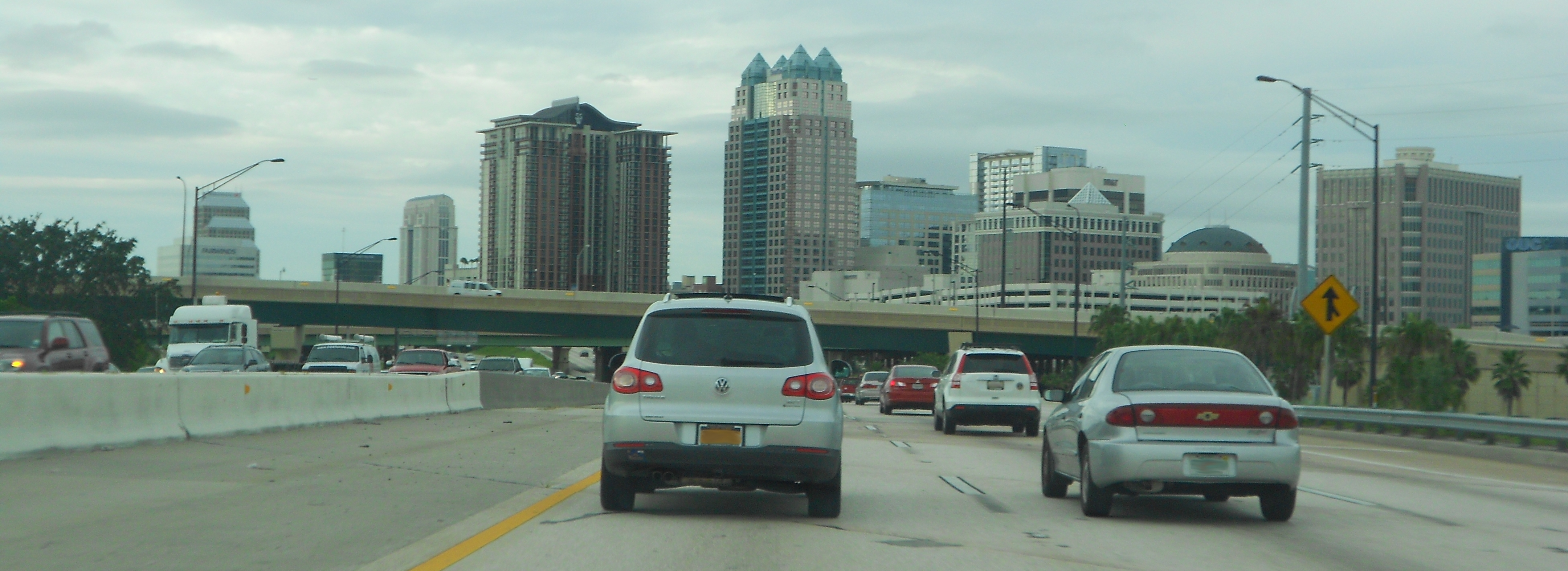
طريق إنترستيت 4 في أورلاندو.

يمر خلال المدينة الطريق السريع الوحيد
Interstate 4
من تامبا في غرب شبه الجزيرة إلى دايتونا بيتش. بهذا تكون أولاندو هي ثاني مدينة كبرى في الولايات المتحدة التي يمر بها طريق سريع واحد عابر للولايات المتحدة بعد مدينة أوستن في تكساس. علاوة على ذلك تتخلل المدينة عدة طرق سريعة تحصل رسوما عند المرور فيها خارج المدينة. من تلك الطرق السريعة التي تدفع لاستخدامها لها رسوم فلوريدا تورنبايك (91 ريال SR) ، طريق ولاية فلوريدا 408 (408 SR) ، طريق ولاية فلوريدا 417 (417 SR) ، طريق وطريق ولاية فلوريدا 528 (528 SR).

## السياحة
السياحة هي النشاط الاقتصادي الرئيسي في أورلاندو حيث تتعدد فيها المنتجعات الترفيهية ويزورها ملايين السياح سنويا. وقد بلغ عدد السياح الذين قاموا بزيارتها في عام 2004 نحو 48 مليون سائح من داخل الولايات المتحدة ومن بلاد العالم المختلفة.
من المنتجعات الترفيهية الرئيسية تلك المنتجعات التي يهتم كل واحد منها بموضوع رئيسي، وكلها في مجموعها تتبع «منتجع والت ديزني العالمي» وهي تنقسم إلى منتجع ماجيك كينجدوم، و «ديزني ستوديوهات هوليوود»، وإبكوتسنتر، وديزني مملكة الحيوانات.
المنتجعات الترفيهية في أورلاندو Walt Disney World Resort تشمل:
- مملكة السحر،
- ديزني هوليوود استوديوهات،
- إبكوت،
- ديزني مملكة الحيوانات.

## صور من أورلاندو

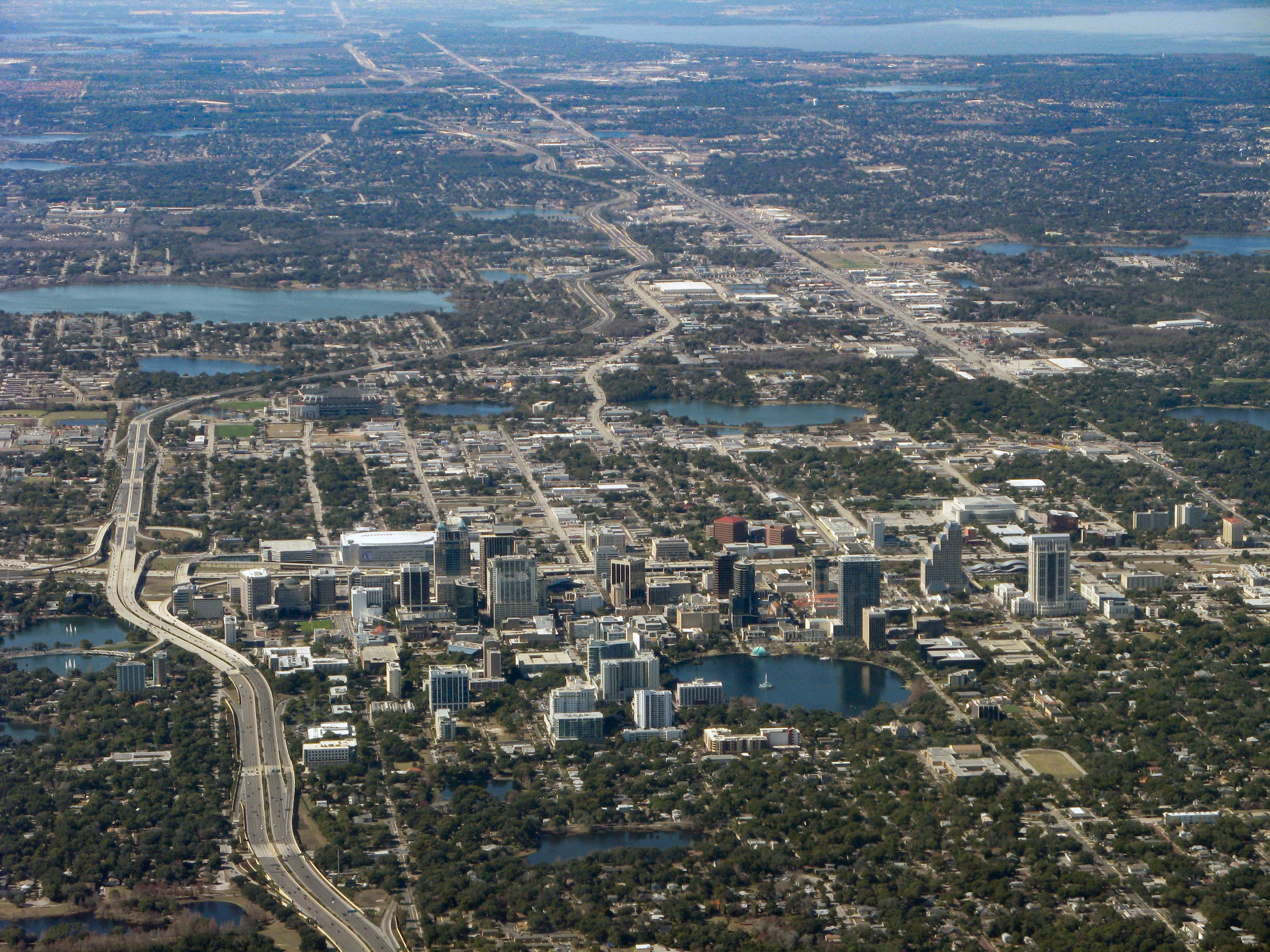
من الجو

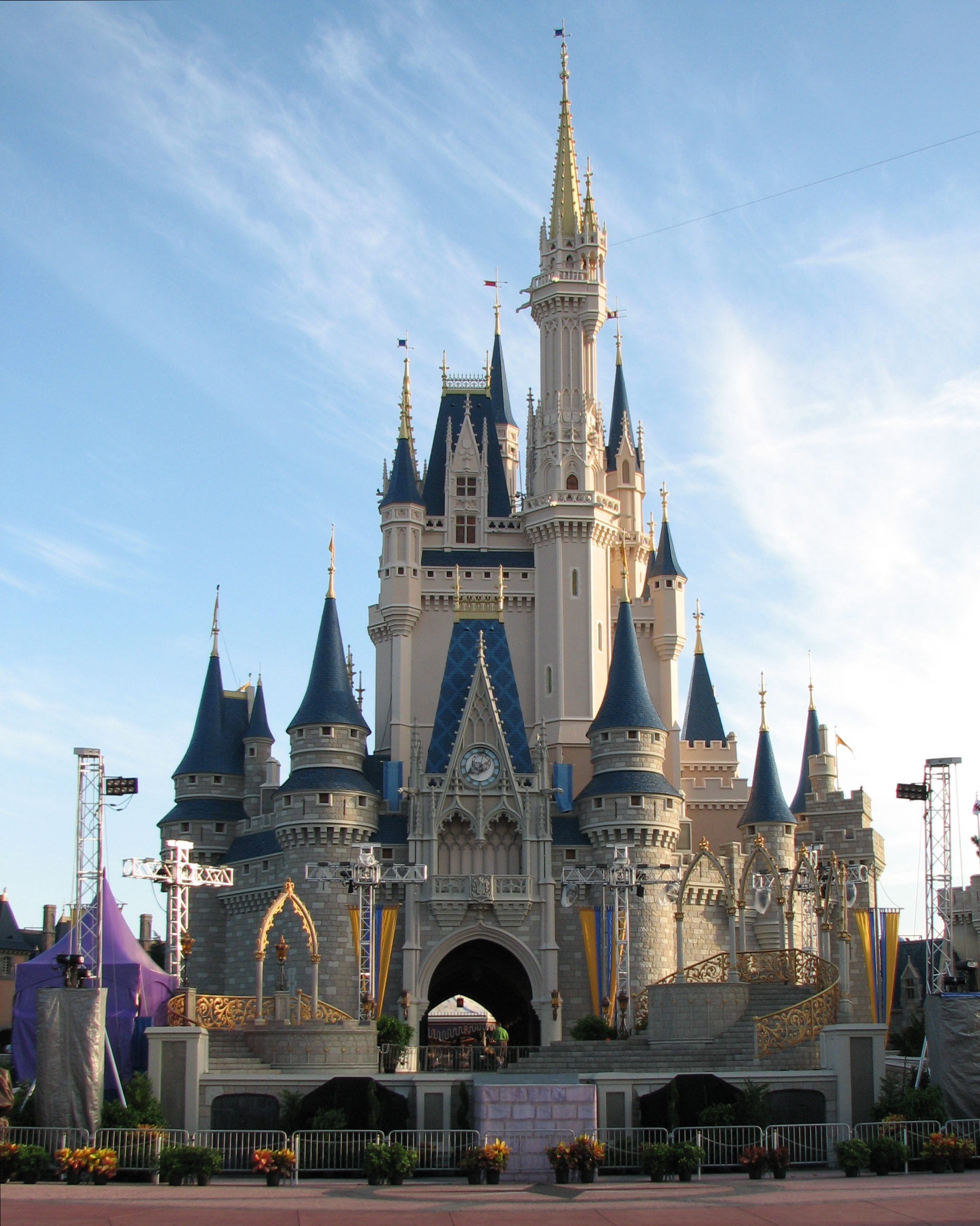
قلعة سندريلا رمز المملكة السحرية

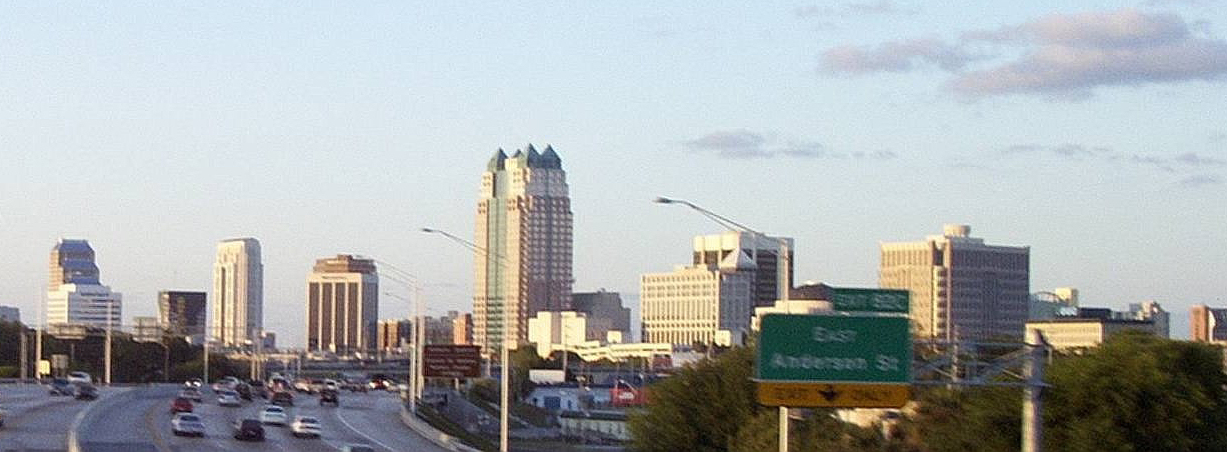
أورلاندو ساعة الغروب

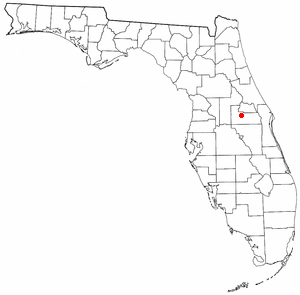
موقع أورلاندو في فلوريدا

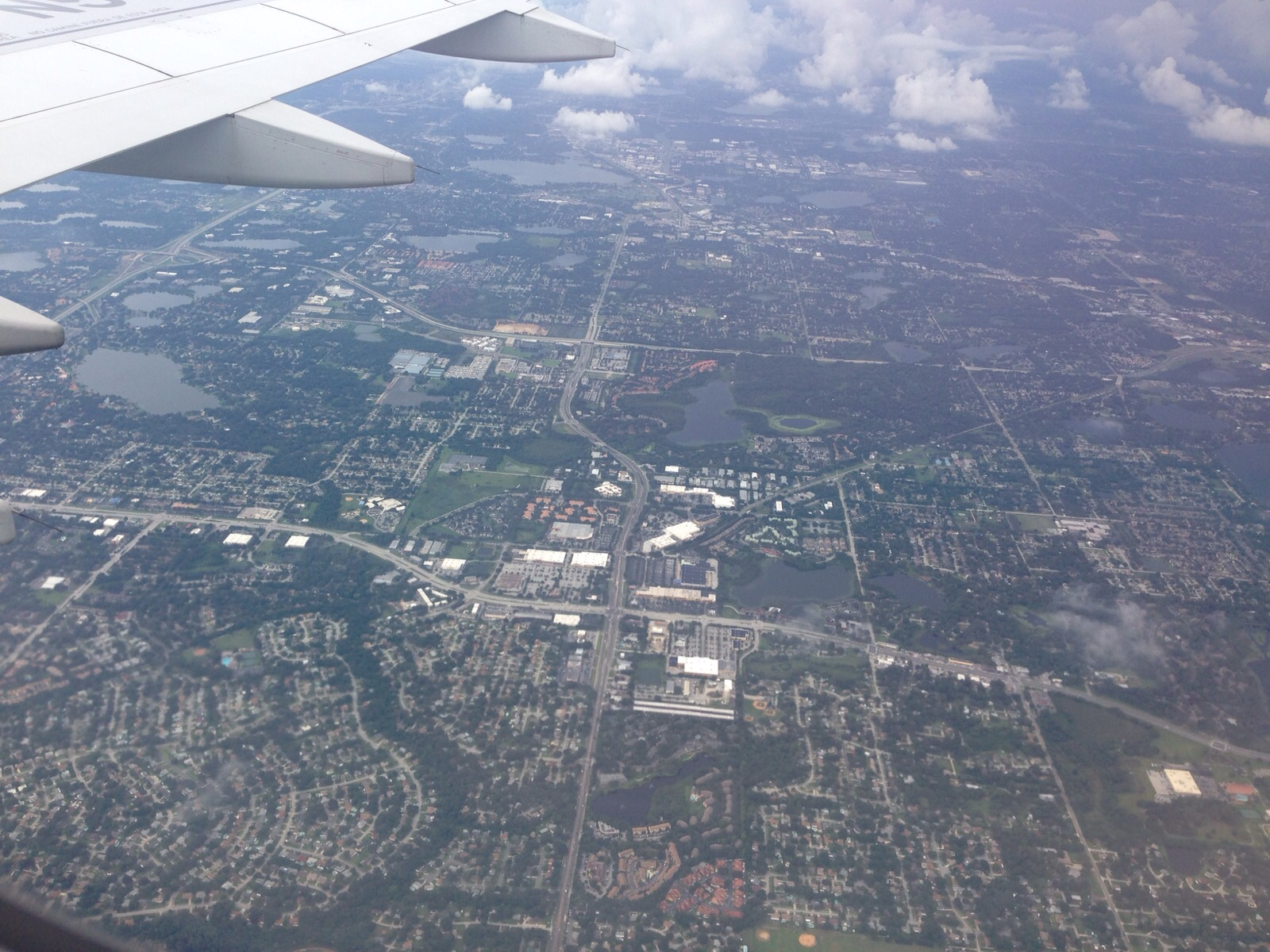
Orlando-Florida

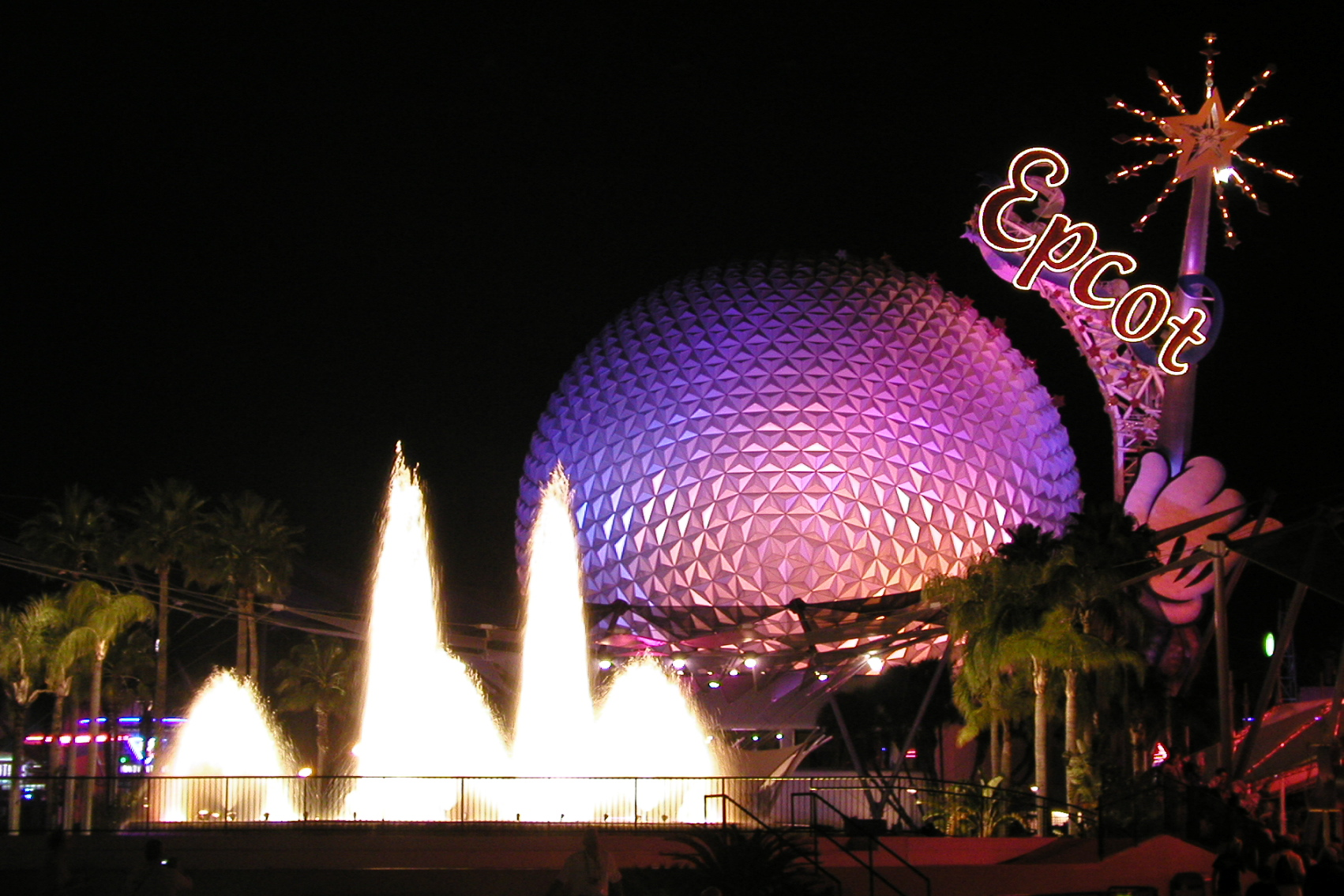
الأرض مركبة فضاء أثناء الليل (منتزه إبكوت سنتر)

.
>
| Spaceship Earth
```
in (Epcot) center
```

## وصلات خارجية
- الموقع الرسمي

## اقرأ أيضا
- ديزني لاند
- منتزه إبكوت سنتر
- كيب كانافيرال
- ميامي
- فلوريدا